# Branko Lazarević
Branko Lazarević (in serbo Бранко Лазаревић?; Gračanica, 14 maggio 1984) è un ex calciatore serbo, di ruolo difensore.